# Styggberg
Styggberg är en by i nordvästra Hassela socken och Nordanstigs kommun, Hälsingland. Den är belägen på ca 400 meters höjd på väg upp mot toppen av Klotterboberget.
Hälleforshundens stamfader Pajo kom här ifrån. 